# Ville Larinto
Ville Andreas Larinto, né le 11 avril 1990 à Lahti, est un sauteur à ski finlandais.

## Biographie
Initié par son père Jari Larinto, qui deviendra son entraîneur, lui-même ancien sauteur, il débute dès l'âge de 4 ans dans le club Lahden Hiihtoseura, de sa ville natale Lahti. Sélectionné pour la première fois en équipe de Finlande aux Championnatsdu monde junior 2006, Larinto fait ses débuts en Coupe du monde lors de la saison 2007-2008 à Kuusamo. La même année, il obtient ses premiers points sur le tremplin de Oberstdorf et devient champion de Finlande notamment devant Matti Hautamäki et Harri Olli. Lors du Grand Prix d'été 2008, il réussit notamment une sixième place à Liberec. Plus tard dans l'hiver, il obtient son premier podium en terminant deuxième à Trondheim, gagne son premier et unique épreuve par équipes en Coupe du monde à Ruka et prend la médaille de bronze en individuel aux Championnats du monde junior à Strbske Pleso. En 2009, le Finlandais prend part à ses premiers championnats du monde à Liberec, établissant même les meilleurs résultats de sa carrière dans la compétition, finissant septième et douzième en individuel ainsi que sixième par équipes.
Lors de la saison 2019-2010, il n'est pas en grande forme, ne marquant des points qu'à une reprise en Coupe du monde à Willingen et n'est donc pas choisie dans l'équipe finlandaise pour les Jeux olympiques de Vancouver. Il gagne tout de même son deuxième titre de champion de Finlande au tremplin normal.
Le 1er décembre 2010 à Kuopio en Finlande, il remporte son premier concours en Coupe du monde en battant Matti Hautamäki de 0,1 point grâce à une meilleure note de style et Simon Ammann. Quatre jours pkus tard, il est deuxième à Lillehammer, Larinto montant à cette occasion sur son cinquième et ultime podium individuel. Il participe ensuite à la Tournée des quatre tremplins où il est victime d'une sèvère chute à Garmisch-Partenkirchen qui engendre une rupture des ligaments croisés. Ville Larinto manque toute la fin de saison et après une nouvelle blessure en août, il fait son retour à la compétition en mars 2012. S'il il lui manque une sélection olympique, Larinto participe aussi aux Championnats lors éditions 2013, 2015 et 2017. Depuis la saison 2013, il ne parvient plus à terminer dans le top dix en Coupe du monde.
Au début de la saison 2017-2018, il se blesse au genou directement à l'entraînement à Wisła, ce qui le rend indisponible pour plusieurs semaines. Sans résultat significatif cet hiver, il prend sa retraite sportive en fin de saison.

## Palmarès

### Championnats du monde
| Épreuve / Édition          | Liberec 2009                     | Val di Fiemme 2013 | Falun 2015 | Lahti 2017 |
| Petit tremplin             | 7e                               | 42e                | 47e        | 26e        |
| Grand tremplin             | 12e                              | 47e                | -          | 26e        |
| Par équipes mixtes         | Épreuve inexistante à cette date |                    |            | 11e        |
| Par équipes grand tremplin | 6e                               | 11e                | 9e         | 6e         |

### Championnats du monde de vol a ski
| Épreuve / Édition | Tauplitz 2016 |
| Individuel        | 34e           |
| Par équipes       | 7e            |

### Coupe du monde
- Meilleur classement général : 14e en 2009.
- 9 podiums : 
  - 5 podiums en épreuve individuelle, dont 1 victoire.
  - 4 podiums en épreuve par équipes, dont 1 victoire.

#### Victoire individuelle
| Année | Lieu              |
| 2011  | Kuopio (Finlande) |

#### Différents classements en Coupe du monde
| Année     | Classement général final |
| 2007-2008 | 82e                      |
| 2008-2009 | 14e                      |
| 2009-2010 | 67e                      |
| 2010-2011 | 20e                      |
| 2012-2013 | 73e                      |
| 2013-2014 | 65e                      |
| 2014-2015 | 53e                      |
| 2015-2016 | 60e                      |
| 2016-2017 | 56e                      |